# Leo Fall

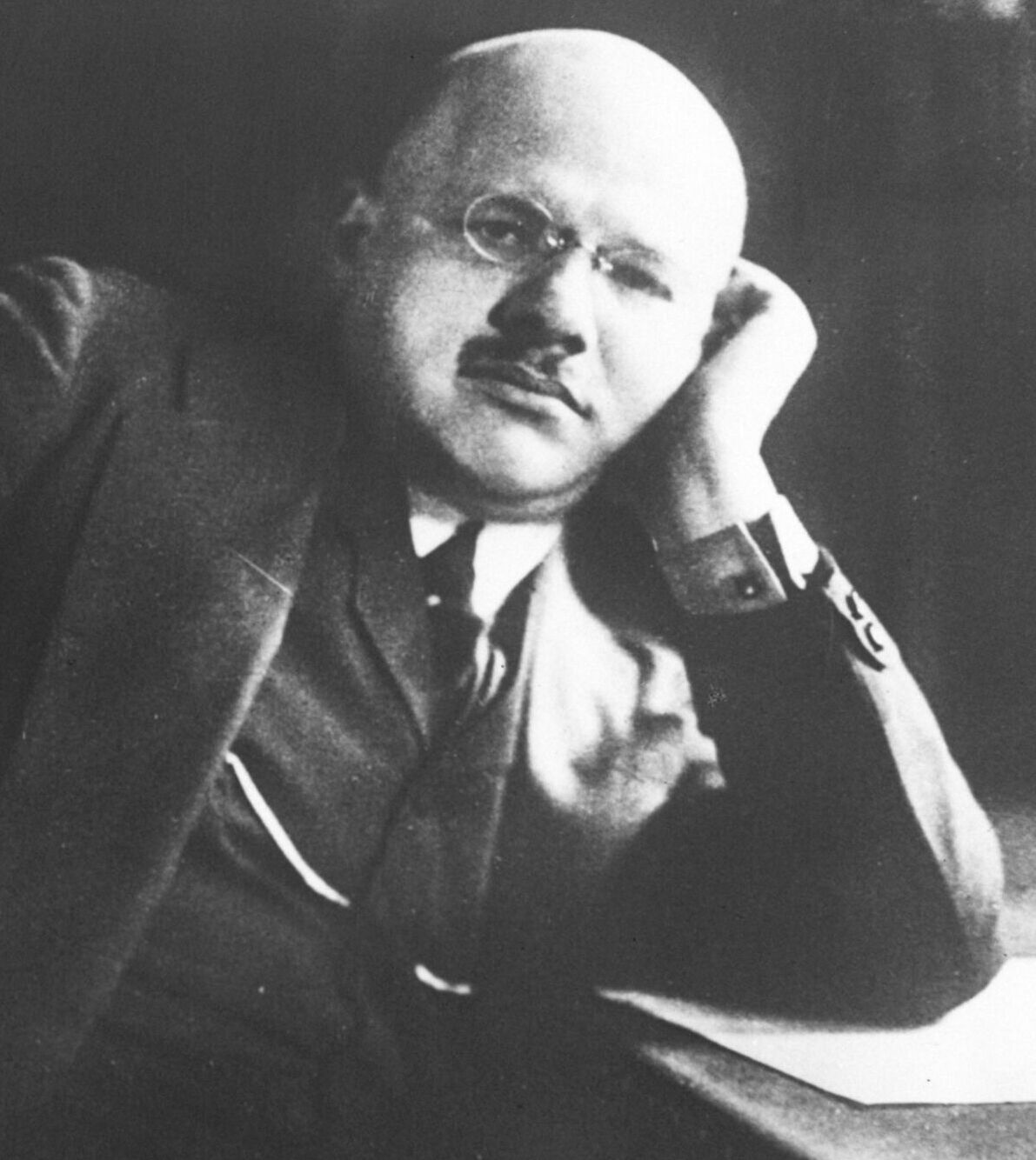
Leo Fall, 1915.

Leo Fall, född 2 februari 1873, död 16 september 1925, var en österrikisk tonsättare. 
Fall föddes i Olomouc i nuvarande Tjeckien som son till en militärkapellmästare. Vid 14 års ålder började han studera vid musikkonservatoriet i Wien. Under studietiden spelade Fall violin i samma stämma som Franz Lehár i dennes fars militärkapell. Han blev också bekant med Robert Stolz, som senare kom att dirigera Falls operett Der fidele Bauer – Den muntre bonden.
Efter studiernas slut flyttade Fall och hans far till Berlin där de arbetade. Senare var han kapellmästare i Hamburg och Köln innan han flyttade till operettens huvudstad Wien där han verkade som fri kompositör.
Han försökte sig först på mera allvarlig musik och komponerade två operor – Fru Denise och Irrbloss – vilka inte ledde till någon större succé. Han vände sig då till operetten och skrev 1905 Rebellen, men inte heller den vann publikens gunst. Den ersattes efter mycket kort tid av Lustige Witwe – Glada Änkan av en annan ung och oprövad kompositör nämligen Frans Lehár. 1907 vände sig bladet i och med succén med Der fidele Bauer och Dollarprinsessan från samma år. I och med detta var Fall en av världens mest framgångsrika operettkompositörer.
Leo Fall har idag levande släktingar boende i Sverige och USA.

## Verk (i urval)
- Fru Denise, opera (1902)
- Irrbloss, opera (1905)
- Rebellen, operett (1905)
- Den muntre bonden (Der fidele Bauer), operett (1907)
- Dollarprinsessan, operett (1907)
- Die geschiedene Frau, Frånskilda frun, operett (1908)
- Brüderlein fein, sångspel (1909)
- Das Puppenmädel, sångspel (1910)
- Der liebe Augustin, operett (1912) en omformad version av Rebellen
- Kejsarinnan Maria Theresia, operett (1916)
- Stambuls ros, operett (1916)
- Madame Pompadour, operett (1923)
- Av efterlämnade arior och skisser sammanställdes operetten Den vackre Alexander postumt (1937)